# Grand-Remous
Grand-Remous è un comune del Canada, situato nella provincia del Québec, nella regione di Outaouais.